# ملتم جومبول
مَلتَم جومبول (بالتركية: Meltem Cumbul)‏ (ولدت في أزمير سنة 1969 )؛ ممثلة تركية.

## عنها
درست الدراما والفن في جامعة المعمار سنان، بدأت العمل بالتمثيل سنة 1994م، وقامت بعمل عدد كبير من الأعمال الفنية المختلفة، حصلت على العديد من الجوائز منها جائزة برلين الدب الذهبي لمقاومة الجدار، حصل على العديد من الجوائز الوطنية والدولية، أنقرة وأنطاليا المهرجانات البرتقالة الذهبية السينمائي، جائزة أفضل ممثلة عن دورها في فيلم FIPRESCI.

## روابط خارجية
- ملتم جومبول على موقع IMDb (الإنجليزية)
- ملتم جومبول على موقع ألو سيني (الفرنسية)
- ملتم جومبول على موقع ميوزك برينز (الإنجليزية)
- ملتم جومبول على موقع أول موفي (الإنجليزية)
- ملتم جومبول على موقع قاعدة بيانات الأفلام السويدية (السويدية)
- ملتم جومبول على موقع ديسكوغز (الإنجليزية)
- ملتم جومبول على موقع قاعدة بيانات الفيلم (الإنجليزية)
- ملتم جومبول على موقع كينوبويسك (الروسية)